# Michel Lauwers
Michel Lauwers, né le 20 mars 1963, est un historien médiéviste et universitaire franco-belge.

## Biographie
Michel Lauwers a soutenu en 1992 sa thèse de doctorat à l'EHESS sous la direction de Jacques Le Goff. Elle a pour titre « La mémoire des ancêtres, le souci des morts. Fonction et usage du culte des morts dans l’Occident médiéval (Diocèse de Liège, XIe – XIIIe siècles). »
Ses travaux portent essentiellement sur le culte des morts dans l'Occident médiéval et sur les usages sociaux de la Bible.
Il est professeur d'histoire médiévale à l'université de Nice depuis 2001.

## Publications

### Ouvrages
- La mémoire des ancêtres, le souci des morts : morts, rites et société au Moyen Age, diocèse de Liège, XIe – XIIIe siècles, Paris, Beauchesne, 1997, 537 p.
- Guerriers et moines. Conversion et sainteté aristocratiques dans l'Occident médiéval (9e-12e siècle), APDCA, 2002
- Naissance du cimetière : lieux sacrés et terre des morts dans l'Occident médiéval, Paris, Aubier, 2005, 393 p.
- Labeur, production et économie monastique dans l’Occident médiéval : de la règle de saint Benoît aux Cisterciens, Turnhout, Brepols Publishers, 2021, 600 p. (ISBN 978-2-503-59270-1)

### Direction d'ouvrages
- Avec Rosa Maria Dessi, La parole du prédicateur, Ve – XVe siècles, Nice, 1997.
- Guerriers et moines : conversion et sainteté aristocratique dans l'Occident médiéval, IXe – XIIe siècles, Antibes, 2002.
- Pouvoirs, église et société dans les royaumes de France, Germanie et Bourgogne aux Xe et XIe siècles, 888-vers 1110 : Capes Agrégation 2009-2010 - Une introduction à l'historiographie du sujet, une sélection d'articles majeurs et une bibliographie commentée, Paris, Hachette supérieur, 2008, 191 p. (ISBN 978-2-01-145972-5)
- Avec Dominique Iogna-Prat, Usage de la Bible : interprétations et lectures sociales, Saint-Denis, 2009.
- Avec Yann Codou (dir.), Lérins, une île sainte de l'Antiquité au Moyen âge, Turnhout, Brepols, 2009, 788 p.
- La dîme, l'Église et la société féodale : études réunies par Michel Lauwers, Turnhout, Brepols, coll. « Collection d'études médiévales de Nice ; volume 12 », 2012, 634 p. (ISBN 978-2-503-54525-7)
- Avec Aurélie Zemour, Qu'est-ce qu'une sépulture ? Humanités et systèmes funéraires de la Préhistoire à nos jours, APDCA, 2016.
- Avec Guillaume Cuchet et Nicolas Laubry (dir.), Transitions funéraires en Occident : une histoire des relations entre morts et vivants de l'Antiquité à nos jours, Rome, École française de Rome, 2023, 623 p. (ISBN 978-2-7283-1800-1)